# یوچنکا
یوچنکا (به لاتین: Uchańka) یک روستا در لهستان است که در Gmina Dubienka واقع شده‌است.

## خصوصیات
یوچنکا ۲۲۰ نفر جمعیت دارد.